# Dilijã
Dilijã (em armênio: Դիլիջան; romaniz.: Diliǰan) é uma cidade localizada na província armênia de Tavuxe. Segundo censo de 2021, havia 17 712 habitantes.